# Metylofenobarbital
Metylofenobarbital – organiczny związek chemiczny stosowany jako lek z grupy barbituranów, wprowadzony do lecznictwa w 1932 roku. Jest objęty Konwencją o substancjach psychotropowych z 1971 roku (wykaz IV). W Polsce jest w grupie IV-P Ustawy o przeciwdziałaniu narkomanii.
Związek wykazujący działanie uspokajające i przeciwdrgawkowe, względnie słabe nasenne (w porównaniu z weronalem i luminalem). Na świecie jest obecnie stosowany (bardzo rzadko) w leczeniu padaczki, oraz jako lek uspokajający i nasenny, w zakresie jednorazowych dawek 0,05–0,2 g.
W Polsce dostępne były następujące preparaty:
- Prominalum – subst. do receptury aptecznej. Ostatnim wytwórcą były Tarchomińskie Zakłady Farmaceutyczne Polfa. Produkcję substancji zakończono w 1992 roku.
- Prominalum – tabletki 0,1 g – Ostatnim wytwórcą były Tarchomińskie Zakłady Farmaceutyczne Polfa. Produkcję tabletek zakończono w 1981 roku.